# Martellski stolp
Martellski stolpi, včasih znani preprosto kot Martellos, so majhne obrambne utrdbe, ki so bile zgrajene po britanskem imperiju v 19. stoletju, od časa francoskih revolucionarnih vojn naprej. Večina jih je bilo obalnih utrdb.
So višji od 12 metrov (z dvema nadstropjema) in imajo običajno garnizon enega častnika in 15-25 moških. Njihova okrogla struktura in debele stene iz masivnega zidu so bile odporne proti topovskemu ognju, njihova višina pa je bila idealna ploščad za en sam težki artilerijski del, nameščen na ravni strehi, ki je bil sposoben obvladovati celotni 360 ° krog. Nekaj stolpov je bilo za dodatno obrambo pritrjenih ob jarke ali druge baterije in posebne obrambne dele.
Martellski stolpi so bili uporabljeni v prvi polovici 19. stoletja, vendar so postali zastareli z uvedbo močne strelske artilerije. Mnogi so se ohranili do danes, pogosto kot zgodovinski spomeniki.
V drugi polovici 19. stoletja je obstajal še en tip gradnje stolpov in utrdb, Palmerstonova utrdba (po premieru lordu Palmerstonu), prav tako okrogle oblike in podobni Martellskim stolpom.

## Izvor
Martellski stolp je navdihnila okrogla utrdba, del večjega genovskega obrambnega sistema, na Mortella Point (Myrtle) na Korziki. Oblikovalec je bil Giovan Giacomo Paleari Fratino (el Fratin) . Stolp je bil zaključen leta 1565.
Od 15. stoletja so Korzičani zgradili podobne stolpe na strateških točkah okrog otoka, da bi zaščitili obalne vasice pred severnoafriškimi pirati. Stolpi so bili eno ali dve nadstropji visoki in so merili 12-15 m v premeru, z enimi samimi vrati pet metrov od tal, dostopnimi samo po lestvi, ki jo lahko branilci odstranili. 
Lokalni vaščani so plačali stolpe in stražarje, znane kot torregiani, ki bi signalizirali prihod nepričakovanih ladij z ognjem na strehi stolpa. Ogenj bi lokalne obrambne sile opozoril na grožnjo. Čeprav se je piratska grožnja kasneje umirila, so Genovežani zgradili novo generacijo krožnih stolpov (genovski stolpi), ki so nadzorovali kasnejše tuje vdore.
7. februarja 1794 sta v sklopu obleganja Saint-Florenta dve britanski vojaški ladji HMS Fortitude (74 topov) in HMS Juno (32 topov) neuspešno napadla stolp na Mortella Point; stolp so sčasoma zavzele kopenske sile pod sirom Johnom Mooreom v dveh dneh težkih bojih.
Pozneje so francoski branilci stolpe opustili, potem ko je HMS Lowestoffe (32 topov) streljala nanje. Britanci so odstranili topove, zato so Francozi zlahka uspeli odstraniti garnizon korziških domoljubov, ki jih nadomestiti. Britanci so bili navdušeni nad učinkovitostjo stolpa, ko je bil pravilno postavljen in branjen, ter kopirali načrt. Vendar je bilo ime napačno. Napačno je bilo črkovanje "Mortella" kot "Martello" (kar pomeni "kladivo" v italijanščini). Ko so se Britanci leta 1803 umaknili s Korzike, so z veliko težavami razstrelili stolp in ga pustili v neuporabnem stanju.

## Oblika in konstrukcija
Stolpi so bili visoki približno 12 m, stene pa so bile debele 2,4 m. V nekaterih stolpih sobe niso bile zgrajene v središču, temveč bolj na strani kopna, pri čemer so bile stene debelejše ob morju. To so bili primeri, ko je bil napad s topovi iz kopna malo verjetni. Vstop je bil po lestvi do vrat približno 3,0 do 5,0 m od tal, nad katerimi je bila zasnovana mašikula (odprtina), ki je omogočila napad navzdol. Ravna streha ali terreplein je imela visok parapet in dvignjeno ploščad v središču s tečajem za top, ki bi se obračal za 360 °. (Nekateri stolpi so bili zasnovani za več topov, pri čemer je imel vsak omejen lok streljanja.) Stene so imele ozke strelnice za muškete.
Notranjost klasičnega britanskega Martellskega stolpa je sestavljena iz dveh nadstropij (včasih z dodatno kletjo). V pritličju je bilo skladišče, kjer je bila shranjena municija, voda in zaloge. Garnizon 24 moških in en častnik so bili v prvem nadstropju v kazemati, ki je bila razdeljena na več sob in kamini vgrajeni v zidove za kuhanje in ogrevanje.  Častnik in vojaki so živeli v ločenih prostorih skoraj enake velikosti.
Vodnjak ali cisterna v trdnjavi je zagotavljal garnizonu vodo. Notranji drenažni sistem, ki je povezan s streho, je zbiral deževnico.

## Martellski stolpi po svetu
V prvi polovici 19. stoletja se je britanska vlada lotila obsežnega programa izgradnje Martellskih stolpov, ki so varovali britansko in irsko obalo. Približno 140 je bilo zgrajenih, večinoma ob južni obali Anglije. Vlade v Avstraliji, Kanadi, Menorki, Južni Afriki in Šrilanki so prav tako gradile stolpe. Gradnja v tujini se je nadaljevala do konca 1870-ih, a je bila prekinjena, potem ko je postalo jasno, da ne morejo prenesti nove generacije strelnega orožja.
Francozi so zgradili podobne stolpe vzdolž svoje obale, ki so jih uporabili kot ploščadi za komunikacijo z optičnimi telegrafi (z uporabo Chappe Telegrapha). Vlada Združenih držav je tudi zgradila vrsto Martellskih stolpov vzdolž vzhodne obale ZDA, ki so z nekaterimi spremembami kopirali britansko zasnovo.

### Združeno kraljestvo Velike Britanije in Irske
Velika Britanija in Irska sta bili enotni politični subjekt, Združeno kraljestvo Velike Britanije in Irske, od leta 1801 do 1922, ki je obsegal čas, v katerem je bilo postavljenih več Martellskih stolpov (začetni načrt, ki se je začel v okviru prejšnjih entitet Kraljevine Velike Britanije in Kraljevine Irske). Zato se lahko šteje, da so stolpi Velike Britanije in Irske del enotnega obrambnega sistema, namenjenega zaščiti obal na dveh glavnih Britanskih otokih kot celoti. 
To je najbolj jasno vidno na južni in vzhodni obali Anglije in na vzhodni obali Irske, kjer so zgradili verigo stolpov. Drugod po svetu so bili postavljeni posamezni, ki so zagotavljali točkovno obrambo strateških lokacij.

#### Anglija
Med letoma 1804 in 1812 so britanske oblasti zgradile verigo stolpov, ki temeljijo na izvirnem  Mortellskem stolpu, da bi branili južno in vzhodno obalo Anglije, Irske, Jerseyja in Guernseyja, da bi se zavarovali pred morebitno invazijo iz Francije, nato pa pod vladavino cesarja Napoleona. V Angliji so bili zgrajeni 103 Martellski stolpi, na rednih presledkih ob obali od Seaforda, Sussex do Aldeburgha, Suffolk. Večina je bila zgrajena pod vodstvom generala Williama Twissa (1745-1827) in kapetana Forda.  Najsevernejši stolp v Aldeburghu je zasnovan kot štirilist, to je štiri v enem. 
V shemo so bile vključene tri večje okroglaste utrdbe ali redute, ki so bile zgrajene na Harwichu, Dymchurchu in Eastbourneu; delovale so kot oskrbovalna skladišča za manjše stolpe in so bile močne utrdbe same po sebi. 
Učinkovitost britanskih Martellskih stolpov ni bila dejansko preizkušena v boju proti Napoleonovim napadom, vendar pa so bile učinkovite pri oviranju tihotapljenja [13]. Ko je grožnja minila, so stolpi v Angliji dočakali različne usode.
Petnajst stolpov je bilo porušenih, da bi omogočili ponovno uporabo njihovega materiala. Trideset jih je uničilo morje, vojska je uničila štiri pri testiranju učinkovitosti novega strelnega orožja. Med drugo svetovno vojno so se nekatere ponovno uporabili kot opazovalne ploščadi in strelske ploščadi za protiletalsko artilerijo.
V Angliji je ohranjenih sedeminštirideset stolpov, nekaj jih je bilo obnovljenih in preoblikovanih v muzeje (npr. Stolp v St Osythu), centre za obiskovalce in galerije (kot je Jaywickov Martellski stolp). Nekateri so v zasebni lasti ali v njih živijo ljudje , preostanek je opuščen. Anketa o stolpih vzhodne obale v letu 2007 je ugotovila 17 preostalih, večina jih je bila v razumnem stanju. 
Veliko preostalih Martellovih stolpov je zdaj spomeniško zaščitenih. 

#### Škotska
Trije Martellski stolpi so bili zgrajeni na Škotskem, prvi na morskih čereh pred Firth of Forth leta 1807-09, da bi branili pristanišče Leith. Tally Toor zdaj leži na kopnem znotraj vzhodnega valobrana. 
Dva stolpa sta bila zgrajena v Hackness in Crockness, blizu Longhopea na Orkneyju. Oblikovali so jih med letoma 1813 in 1815, da bi se zavarovali pred grožnjami francoskih in ameriških napadalcev, ki so napadali konvoje na morju. Škotska zdaj upravlja Hacknessov stolp kot muzej. 

#### Wales
V Walesu je bilo zgrajeno majhno število stolpov, od katerih je nekaj ohranjenih. Najbolj pomembna sta dva v Pembroke Dock, ki sta bila zgrajena med letoma 1848 in 1857, da bi tam zaščitila pomorsko bazo. Danes je eden od stolpov v zasebni lasti. Drugi je na obrobju mesta, poleg starega vhoda v pomorsko bazo. Preoblikovan je bil v majhen muzej lokalne zgodovine pristanišča in njegove obrambe. 

### Irska
Britanci so zgradili okoli petdeset Martellskih stolpov okoli irske obale, zlasti ob vzhodni obali, od Millmounta (Drogheda), do Brayja, okoli Dublinskega zaliva, pa tudi okoli pristanišča Cork na južni obali. Na vzhodni obali predvsem v okolici Dublinskega zaliva, je bilo šestindvajset stolpov v medsebojnem vidnem polju, ki so omogočali komuniciranje med seboj ali opozarjanje na morebitne napade.
Verjetno najbolj znan je Martellski stolp v Sandycove, v bližini Dún Laoghaire, v katerem je nekaj dni živel James Joyce. Joyce je delil stolp z Oliverjem St Johnom Gogartyjem, nato študentom medicine, a kasneje postal znan v irski zgodovini kot kirurg, politik in pisatelj. V Ulyssesu izmišljen lik Stephen Dedalus živi v stolpu s študentom medicine, Malachi "Buck" Mulligan, ki ga Joyce temelji na Gogartyju. V stolpu Jamesa Joycea, kot se zdaj imenuje, je muzej posvečen Joyceju.
Številni drugi stolpi so v bližnji Bullock Harbor, Dalkey Island, Williamstown, Seapoint in stolpi Sandymount in so značilnost številnih literarnih del, ki se dogajajo v Dublinu. V osemdesetih letih je imel Bono v lasti stolp v kraju Bray, grofija Wicklow.
Martellski stolp South No.7, na Tara Hill, zaliv Killiney, je edinstven, kot lokacija in kot stolp za bočno streljanje. Je v zasebni lasti in je v celoti obnovljen, tako da ima delujoč top, ki je nameščen na prehodu na vrhu stolpa. Pod stolpom so tri topovske baterije, z glasijo. Obstaja tudi hiša, skladišče municije, orodjarna in strelčeva koča z rezidenčnim strelcem in smodnišnico. Obnovljena je bila baterija, ostalo je še vedno potrebno nekaj obnove.
Na severni strani Dublina so stolpi na Balbrigganu, otoku St. Patrick in Rdečem otoku v Skerriesu, trdnjavi Drumanagh, Rush, Tower Bay v Portrane, Donabate, Malahide (Hicks Tower), Portmarnocku, Irskemu Eyeu, Howthu in Suttonu.
V bližini pristanišča Cork je bilo sedem stolpov, od katerih jih pet še stoji. V fenijski vstaji iz 19. stoletja je slaven kapitan Mackey na kratko zajel in imel Monningov Martellski stolp blizu otoka Fota v pristanišču Cork; ta stolp naj bi bil edini kdajkoli zajet, razen izvirnika. Drugi stolpi v pristanišču Cork so na Ringaskiddyju, Haulbowline Islandu (zdaj del Irske pomorske službe) in Belvelly in Rossleague na Velikem otoku (blizu Cobha). Obstajajo tudi stolpi na Little Island in Rostellanu, čeprav ti niso več nedotaknjeni.
Britanci so zgradili dva Martellska stolpa na polotoku Hook, da bi zaščitili trdnjavo blizu Duncannona, Co. Wexford in vhod v pristanišče Waterford. Na kopnem v Baginbun Bay v Cox Wexfordu je tretji stolp.
Eden od najbolj zanimivih Martellskih stolpov je Meelickški na Clonahenoge, grofija Offaly, ki ščiti prehod preko reke Shannon v Meelick, grofija Galway. Ker je imel tri topove (za razliko od normalnega Martellskega stolpa, ki je krožen v tlorisu in ima samo en top), je nepravilen v tlorisu. Trenutno je zaraščen z bršljanom.
Stolp v mestu Seapoint, grofija Dublin, je bil nekdaj sedež Genealoškega društva Irske (GSI). [25] GSI je zapustil stolp, ko je ugotovil, da ozračje ni prispevalo k ohranjanju zapisov.
Obnovljeni stolp v Ilnacullinu je značilnost otoškega vrta v kraju Glengarriff, grofija Cork. Veliko drugih stolpov še vedno obstaja, vključno en v Rathmullan v grofiji Donegal in dva v grofiji Clare na južni obali zaliva Galway v mestih Finavarra in Aughinish.
Na otoku Achill je bil zgrajen Martellskemu podoben stolp, glede na ljudsko izročilo med napoleonskimi vojnami (1803-1815). Za razliko od tradicionalnega stolpa je kvadraten in ne okrogel. Ta stolp je lokalno znan kot Gabhla Fhranca ('francoski stolp') ali Napoleonov stolp. Na karti iz leta 1838 je označen kot »signalni stolp«, kar pomeni, da je bil uporabljen v seriji drugih za komuniciranje. Položaj stolpa ponuja pogled na morje tako severno kot tudi južno od otoka in je zato primeren za ta namen. Do 18. stoletja je bil stolp opisan kot »stražarska hiša obalne straže«.